# Sphagia

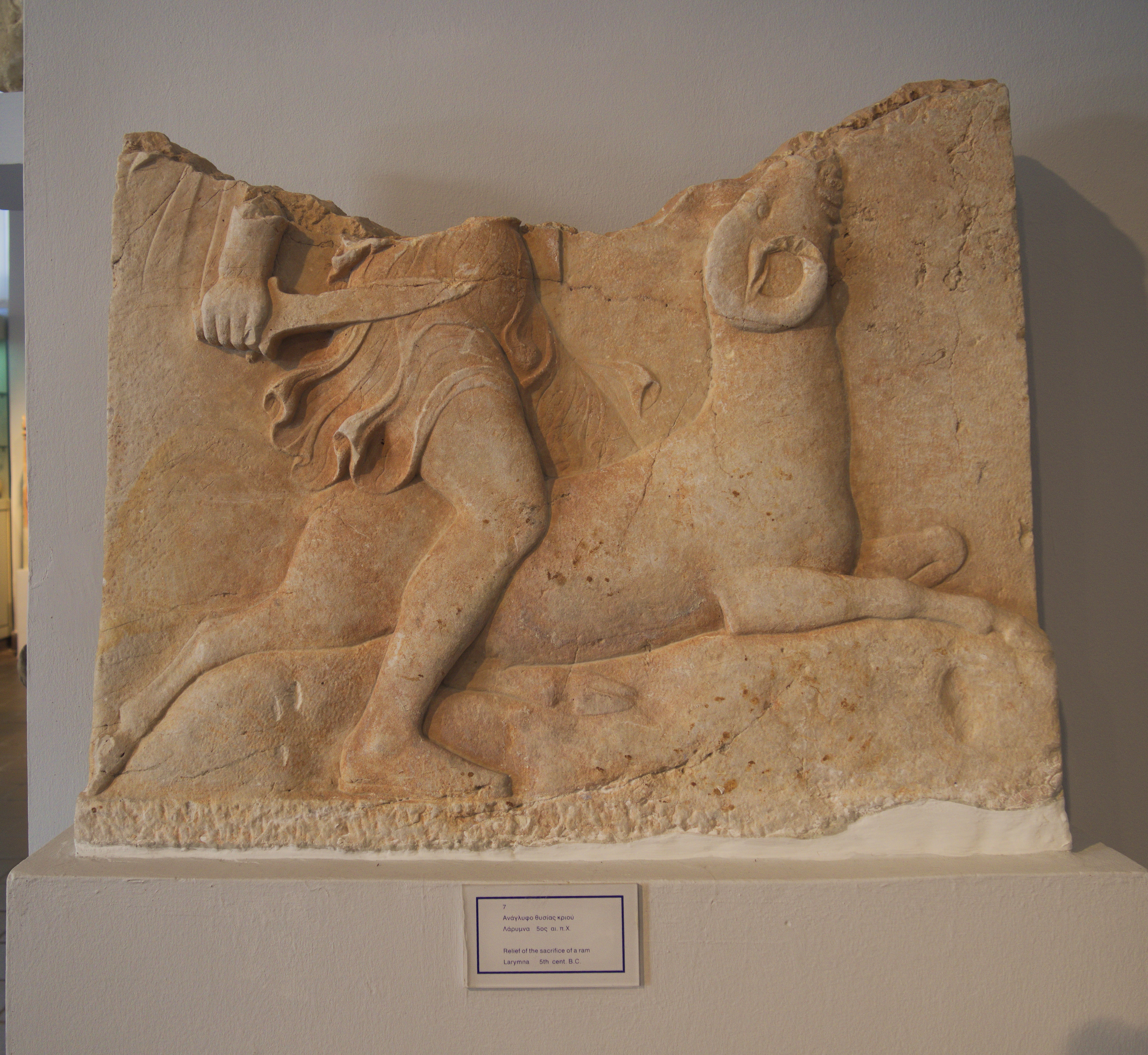
Sphagia auf einem Relief aus Larymna, Boiotien. 5. Jh. v. Chr.

Sphagia (griechisch σφάγια), Plural von Sphagion (σφάγιον ‚Opfer(-tier)‘), waren Opfer in der griechischen Religion. Sie beinhalteten das Töten des Opfertiers und die Deutung der Zeichen. Bekannt sind sie als das letzte Opfer vor einer Schlacht. Sphagia sind seit dem 5. Jh. v. Chr. überliefert.

## Definition
Das Verb (griechisch σφάζειν) hat die Bedeutung „die Kehle durchstechen“. Sphagia enthielten kein Feuer, keinen Altar und das Fleisch wurde nicht gegessen. Im Mittelpunkt standen der Akt des Tötens und die Deutung der Zeichen, die das herausspritzende Blut bildete.
Sphagia wurden bei Eiden, Läuterungen, bestimmten Riten für Tote oder Helden, der Besänftigung von Winden sowie der Überquerung von Flüssen durch eine Armee ausgeführt. Das Sphagion war das letzte Opfer, bevor eine Schlacht begann. Allen Situationen gemeinsam war die Spannung des Moments, bei der die Zeichen rasch gedeutet werden mussten, um einen Erfolg oder einen drohenden Misserfolg anzuzeigen. Das normale Geben und Nehmen zwischen Menschen und Göttern scheint zu fehlen.

## Abgrenzung
In seiner Studie „Sacrifice before battle“ folgt Michael H. Jameson dem Ansatz der modernen Forschung, die zwischen Sphagia und Hiera als grundlegenden Begriffen des griechischen Opferwesens unterscheidet. Sofern der Begriff Hiera weiter gefasst und auf religiöse Riten bezogen wird, ist er von allgemeinerer Natur und kann die spezifischeren Sphagia umfassen. Der Unterschied ist deshalb wichtig, weil zum Beispiel während eines Krieges eine Reihe von Opfern ausgeführt wurde, die entweder allgemeine (Hiera) oder spezielle (Sphagia) Riten beinhalten konnten. Sphagia wurden vor der Überquerung eines Flusses und als letztes Opfer vor der Schlacht ausgeführt, allgemeine Opfer, wie zum Beispiel eine Thysia, dagegen vor dem Aufbruch in den Krieg, an Grenzübergängen und beim Festlegen eines Lagers. Sphagia, wie auch ähnliche Riten, die sich auf das Vergießen von Blut konzentrierten, standen im Gegensatz zu Thysia.

## Ritual
Ein Sphagion bestand aus einer einzigen Aktion und einer Beobachtung: Das Töten des Opfertiers und die Deutung des Blutflusses. Die Darstellung eines Sphagion auf einer Tasse aus dem 5. Jh. v. Chr. vermittelt einen Eindruck, wie der Tötungsvorgang des Opfertiers ablief. Auf dem Bild drückt ein Krieger sein linkes Knie auf den Rücken eines Schafbocks und hält ihn mit dem rechten Bein in einem Klammergriff. Mit der linken Hand hält er ihm die Schnauze zu und sticht das Schwert mit der rechten durch die Kehle.

### Das letzte Opfer vor der Schlacht
Sphagia waren das letzte Opfer vor der Schlacht einer griechischen Armee. Sie waren das letzte in einer langen Reihe von verschiedenen Arten von Opfern. Jeder neue Abschnitt eines griechischen Kriegszugs wurde damit eingeleitet, sei es die Überquerung einer Grenze oder eines Flusses, der Bau eines Stützpunkts oder der Angriff auf eine Stadt. Der Standort des Zusammentreffens mit der gegnerischen Armee wie auch der Zeitpunkt wurden mit Opfern überprüft. Nach einem Sieg wurden Dank- und Siegesopfer durchgeführt. Die Armee wurde dabei von einer Herde Opfertiere (Schafen und Ziegen) begleitet, von denen maximal drei Tiere pro Tag geopfert wurden.
Beim letzten Opfer vor der Schlacht standen sich die Armeen gegenüber oder waren zumindest in Sichtweite. Zum Teil hatten die ersten Scharmützel bereits angefangen, dann „aber brachten die Wahrsager der Sitte gemäß die Opfer herbei, Trompeter bliesen den Hopliten zum Kampf, und diese setzten sich in Bewegung.“
Albert Henrichs hat über die Sphagia gesagt:

„(…) the brutalizing experience of battle and impending doom … lies also at the root of the σφάγια sacrifice as such in its regular animal form… men at the threshold of hand-to-hand combat sought unusual ritual remedies in an effort to cope with extraordinary psychological strain, and with the threat to their lives. Sinister and different, the σφάγια anticipated the bloodshed of the battle and marked its ritual beginning.“

## Opfergaben
In den Sphagia dienten Haustiere als Opfer. Auf dem anstrengenden Kriegsmarsch wurde die Armee von einer ganzen Herde von Schafen und Ziegen begleitet, die für den langen Weg robust genug und gut zu Fuß waren. Männliche Tiere wurden bevorzugt.

## Empfänger
Die Empfänger der Sphagia werden meistens nicht genannt. Die einzige gesicherte Überlieferung ist die Göttin Artemis Agrotera.

## Absicht
Das Ziel von Sphagia bestand darin, sich bei einem Unternehmen der göttlichen Unterstützung zu versichern. Die literarischen Quellen beschreiben in Kriegssituationen auf dramatische Weise Verzögerungen beim Warten auf günstige Zeichen und die katastrophalen Folgen, wenn trotz ungünstiger Prognosen eine Unternehmung vorangetrieben wurde. Manchmal wurden die Opfer oft wiederholt, um das erwartete Resultat zu erreichen. Herodot legt dem persischen Heerführer Mardonios die Wort in den Mund: „Die Opferzeichen des Hegesistratus aber solle man gut sein lassen und nicht erzwingen...“
Im Zentrum von Sphagia stand die Opferung eines Haustiers. Die Opfertiere waren für eine Gemeinde wertvoll und ihre Opferung bedeutete auch ein wirtschaftliches Opfer, um die Götter in gefährlichen Situationen zu beschwichtigen und den Rest der Gemeinschaft zu retten.